# Gavirate
Gavirate är en ort och kommun i provinsen Varese i regionen Lombardiet i Italien. Kommunen hade 9 327 invånare (2018).